# Jainosaurus
Jainosaurus (лат.) — род динозавров-завропод, окаменелые остатки которого были обнаружены в позднемеловых отложениях (маастрихт) Индии и, возможно, Пакистана. По размерам был сходен с современным ему Isisaurus, достигая 18 метров в длину и веса 15 тонн. Длина плечевой кости типового образца составляет 134 сантиметра.

## История изучения

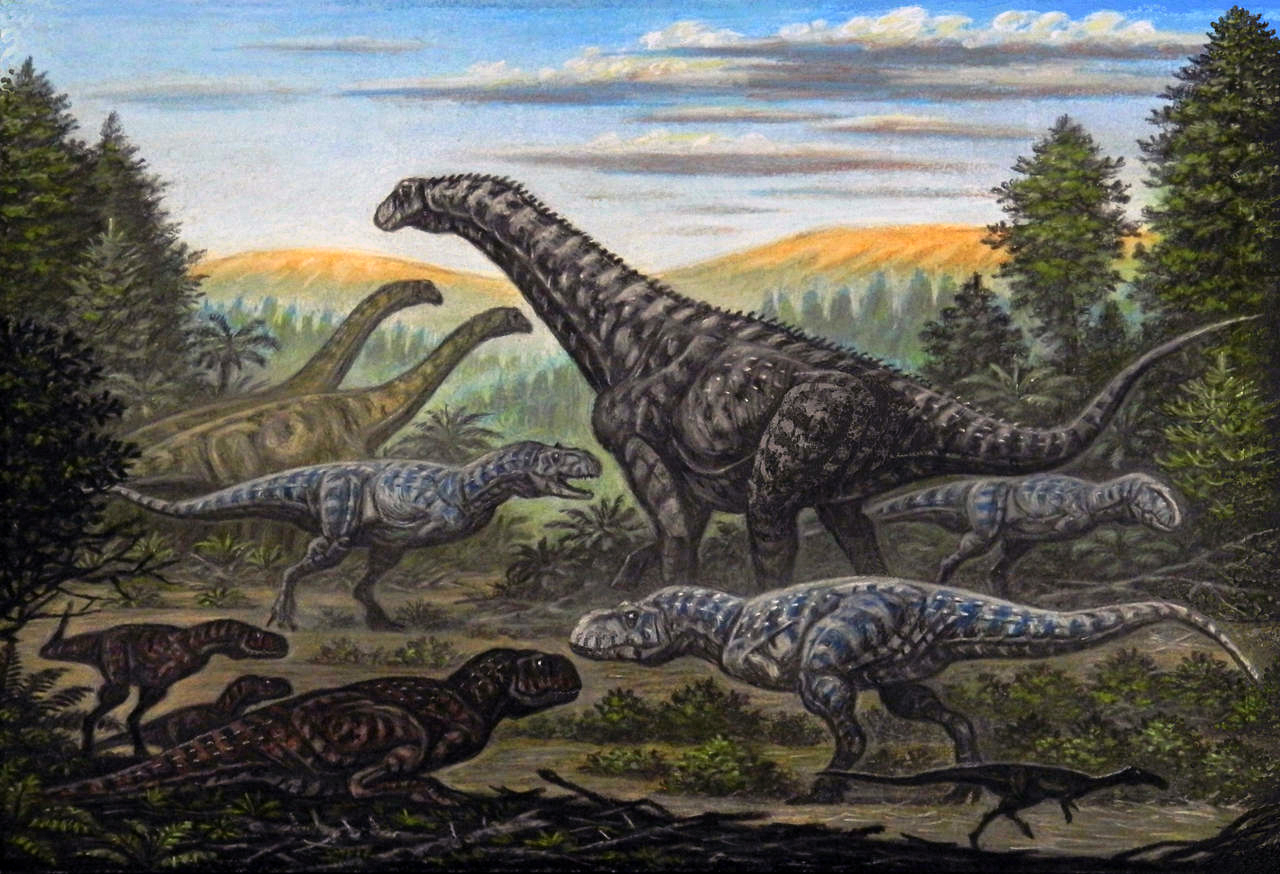
Реконструкция Jainosaurus (слева на фоне) с другими меловыми динозаврами Индии

Типовой вид, J. septentrionalis, имеет долгую и сложную таксономическую историю, тесно связанную с проблемными родами титанозавра и антарктозавра. Первые известные останки, приписываемые Jainosaurus, — плечевая кость GSI K22/754 — были обнаружены в 1871 или 1872 году Генри Бенедиктом Медликоттом (Henry Benedict Medlicott), а голотип был найден Чарльзом Альфредом Мэтли (Charles Alfred Matley) в период с 1917 по 1920 год недалеко от Джабалпура в формации Ламета. Они были описаны как Antarctosaurus septentrionalis Фридрихом фон Хюне и Мэтли в 1933 году.
Видовое название J. septentrionalis в переводе с латинского означает «северный» и указывает на то, что этот вид был обнаружен в Северном полушарии, в то время как Antarctosaurus означает «ящер из Южного полушария», потому что его типовой вид (Antarctosaurus wichmannianus) был найден в Аргентине. Родовое название дано в честь индийского палеонтолога Сохана Лала Джайна (Sohan Lal Jain), который работал с отпечатками нервов в черепе, и в 1982 году опубликовал исследование результатов своей работы. По иронии судьбы, сам Джайн считал эти останки синонимами титанозавра в описании Isisaurus 1997 года. Однако Wilson и Upchurch (2003) отвергли синонимию Jainosaurus и титанозавра из-за сомнительного статуса последнего

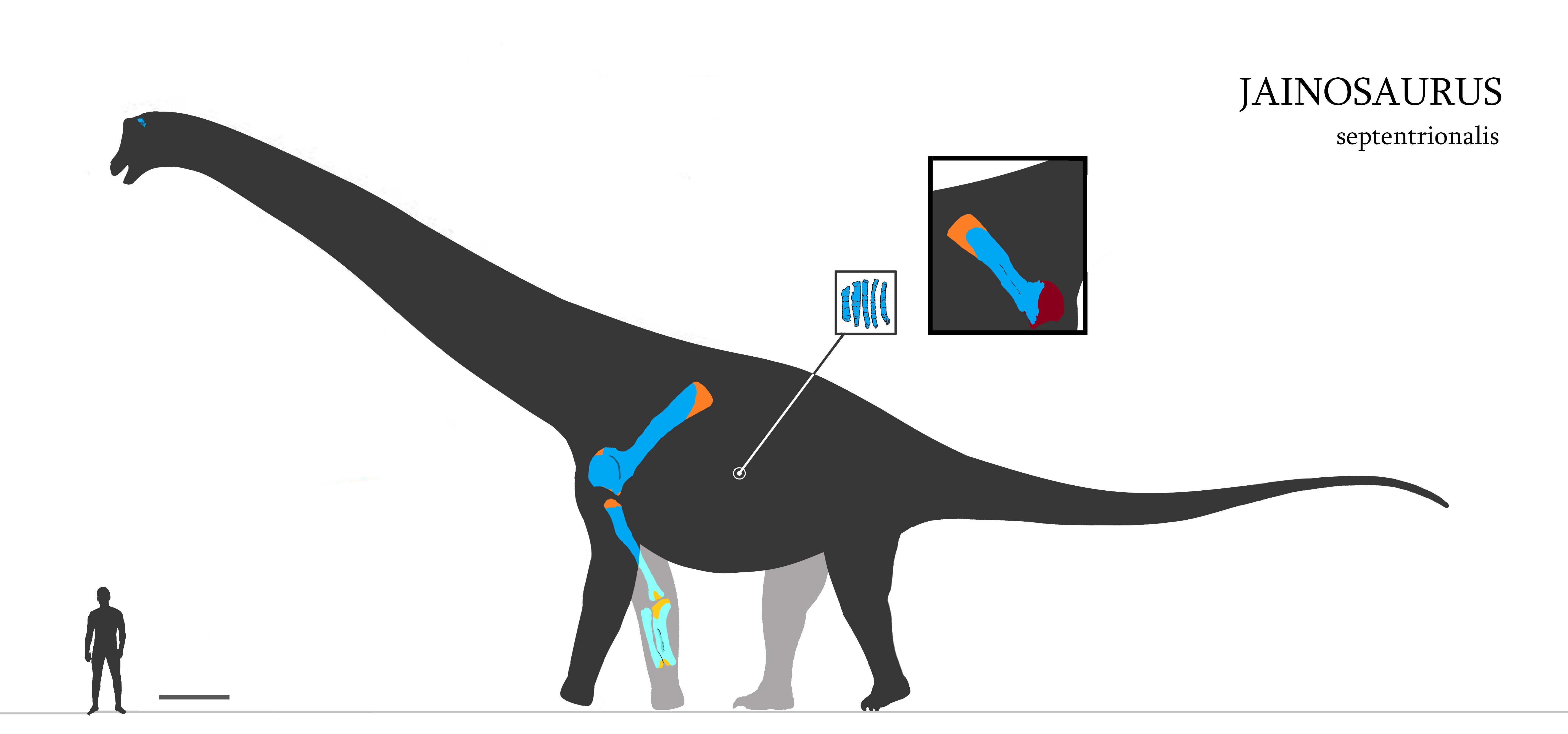
Скелет, состоящий из всего материала, на который ссылается Wilson и др., 2009. Синим обозначен сохранившийся материал, оранжевым — предполагаемый, а красным — материал, разрушенный после раскопок.

В 1995 году Хант и др., полагая, что Antarctosaurus относится к Dicraeosauridae, сделали выраженного титанозавра "Antarctosaurus" septentrionalis типовым видом нового рода Jainosaurus, определив, что черепная коробка GSI IM K27/497 должна быть его лектотипом. Jainosaurus отличался от Antarctosaurus деталями строения черепной коробки.
В 2009 году Джеффри Уилсон (Jeffrey A. Wilson) и др. провели детальную переоценку Jainosaurus septentrionalis и подтвердили его существование. Посткраниальные кости, которые, как считалось, были утеряны, были обнаружены в коллекции Геологической службы Индии в Калькутте. Они включают: фрагменты ребра (GSI K20/326, K27 /425); хвостовой позвонок (GSI K20/317), четыре шеврона (GSI K27/492-494, 496), левую и правую лопатки (сохранился только слепок); грудину (GSI K20/647); плечевую (без инвентарного номера), лучевую (GSI K27 /490) и локтевую кости (GSI K27 /491). В 1996 году Санкар Чаттерджи отнёс к этому виду второй череп: ISI R162. Некоторые материалы из Пакистана также, возможно, принадлежат Jainosaurus..
Wilson и др. пришли к выводу, что Jainosaurus является валидным таксоном, чётко отличающимся от Isisaurus. Он был довольно прогрессивным представителем титанозавров, более близким к южноамериканским формам, таким как Pitekunsaurus, Muyelensaurus и Antarctosaurus, чем к Isisaurus или Rapetosaurus.

## References
1. ↑  Paul, Gregory S. The Princeton Field Guide to Dinosaurs. — Princeton University Press, 2016. — P. 232–234. — ISBN 978-1-78684-190-2.
2. ↑  R. Lydekker. 1877. Notices of new and other Vertebrata from Indian Tertiary and Secondary rocks. Records of the Geological Survey of India 10(1):30–43
3. ↑  F. v. Huene and C. A. Matley, 1933, "The Cretaceous Saurischia and Ornithischia of the Central Provinces of India", Palaeontologica Indica (New Series), Memoirs of the Geological Survey of India, 21(1): 1–74
4. ↑  Dinosauria Translation and Pronunciation Guide J. dinosauria.com. Дата обращения: 11 января 2022. Архивировано из оригинала 25 декабря 2010 года.
5. ↑  Sahni, Ashok. Dinosaurs of India. — National Book Trust, New Delhi, 2001. — ISBN 81-237-3109-4.
6. ↑  Berman, D. S. and S. L. Jain, 1982, "The braincase of a small sauropod dinosaur (Reptilia: Saurischia) from the Upper Cretaceous Lameta Group, Central India, with review of Lameta Group localities", Annals of the Carnegie Museum 51: 405–422
7. ↑  Jain, Sohan L.; Bandyopadhyay, Saswati (1997). "New Titanosaurid (Dinosauria: Sauropoda) from the Late Cretaceous of Central India". Journal of Vertebrate Paleontology. Norman, Okla.: University of Oklahoma. 17 (1): 114. doi:10.1080/02724634.1997.10010958.
8. ↑  Wilson, Jeffrey A.; Upchurch, P. (2003). "A revision of Titanosaurus Lydekker (Dinosauria – Sauropoda), the first dinosaur genus with a 'Gondwanan' distribution" (PDF). Journal of Systematic Palaeontology. Cambridge, U.K.: Cambridge University Press. 1 (3): 125–160. doi:10.1017/s1477201903001044. Retrieved December 31, 2012.
9. ↑  Hunt, A.P., Lockley M., Lucas S. & Meyer C., 1995, "The global sauropod fossil record", In: M.G. Lockley, V.F. dos Santos, C.A. Meyer, and A.P. Hunt, (eds.) Aspects of sauropod paleobiology, GAIA 10: 261–279
10. 1 2  Wilson, Jeffrey; D'Emic, Michael; Rogers, Christina A. Curry; Mohabey, Dhananjay M.; Sen, Subashis, 2009, "Reassessment of Sauropod Dinosaur Jainosaurus (="Antarctosaurus") septentrionalis from the Upper Cretaceous of India", Contributions from the Museum of Paleontology, University of Michigan, 32(2): 17–40